# 남평초등학교 (전북)
남평초등학교는 대한민국 전라북도 남원시 이백면 황산로 73-11 (남계리)에 있었던 초등학교이다.

## 연혁
- 1937년 5월 15일 이백공립보통학교 부설 남계간이학교 설립인가(남평회관)
- 1938년 8월 10일 본 교사로 이전
- 1944년 5월 4일 요천공립국민학교로 승격
- 1948년 9월 15일 남평공립국민학교로 명칭 변경
- 1950년 4월 1일 남평국민학교로 개칭
- 1975년 7월 1일 자활급식 개시
- 1981년 3월 10일 병설유치원 개원(1학급)
- 1992년 7월 13일 컴퓨터실 개관(0.5실)
- 1996년 3월 1일 남평초등학교로 개칭
- 1998년 3월 23일 학교운영위원회 조직
- 2000년 2월 15일 제51회 졸업식(2명, 총 2690명)
- 2000년 3월 1일 이백초등학교로 통폐합